# Битва за Грозний (1999—2000)
Битва за Грозний (1999—2000) — одна з центральних подій Другої чеченської війни, в результаті якої окупантські сили РФ спочатку обложили 26 грудня 1999, а потім і зайняли 6 лютого 2000 столицю Чеченської Республіки Ічкерія.

## Передумови

### Вересень
- 30 вересня — федеральна авіація завдала удару по Жовтневому (нині Байсангурівський), Старопромисловому (нині Вісаітовський) та Заводському (нині Шейх-Мансурівський) районах Грозного[1].

### Жовтень
21 жовтня
- представник уряду Російської Федерації в Чечні Микола Кошман заявив, що більшість населених пунктів у Грозненському районі «звільнено від бойовиків, федеральні частини у 12—14 кілометрах від столиці республіки»[2].

- Завдано удару ракетою «повітря — поверхня» з касетними боєприпасами по ринку в Грозному. Загинуло 118 мирних людей, 400 поранено[3].

- Федеральна артилерія в Грозному знищила систему «Град» та зенітну установку, виявлені розвідниками[2].

- 22 жовтня — вночі в Грозному відбулось декілька вибухів, внаслідок яких, за даними чеченської сторони, загинуло 137 людей, 250 — отримали поранення. Представники захисників Ічкерії заявляють, що федеральні війська завдали по місту удари ракетами «земля — земля». Керівництво Збройних Сил РФ заперечує причетність до вибухів. Керівник прес-служби Олександр Веклич заявляє, що в Грозному була проведена спецоперація, але не військовими підрозділами[2].
- 28 жовтня — представник штабу об'єднаного угрупування військ повідомляє, що до 10-ї години 30 хвилин федеральні сили на 80 % оточили Грозний. В місті бомбовими ударами зруйновано будинки Шаміля Басаєва, Зелімхана Яндарбієва, а також деяких польових командирів[4].
- 31 жовтня — на Грозний скидуються 10 агітаційних бомб АгітАБ-500 з листівками[4].

### Листопад
- 1 листопада — командир східного угрупування федеральних сил генерал-лейтенант Геннадій Трошев заявляє, що війська не штурмуватимуть Гудермес та Грозний[4].
- 5 листопада — ударом федеральнної авіації зруйнованно командний пункт польового командира Руслана Гелаєва. У Старопромисловому районі зруйновано 4 нафтопереробних міні-заводи[5].
- 6 листопада — федеральні сили завдають удару 8 ракетами «Точка У» по військовій техніці і розвіданому скупченню бойовиків чисельністю 2 тисячі осіб у південно-західному передмісті Грозного[5].

- 7 листопада — екіпажі федеральної авіації завдають удару по передмістях Грозного і Гудермеса[5].
- 8 листопада — артилерія обстрілює об'єкти бойовиків в околицях Грозного[5].
- 9 листопада — гелікоптери армійської авіації завдають ударів по позиціях бойовиків на околицях Грозного[5]

10 листопада
- авіація завдає ударів по скупченнях бойовиків та техніці в передмістях Грозного, Гудермеса та селі Самашки[5].

- Штурм села Алхан-Кала в 18 кілометрах від Грозного підрозділами західного угрупування генерал-лейтенанта Володимира Шаманова.

- 11 листопада — польові командири брати Ямадаєви та муфтій Чечні Ахмат Кадиров пропустили федеральні сили в Гудермес.
- 18 листопада — за повідомленням телеканалу НТВ, федеральні сили взяли під контроль райцентр Ачхой-Мартан.
- 20 листопада — федеральні сили за 5 кілометрів від міста.
- 25 або 26 листопада — 3 бомби, скинуті військовою авіацією, впали на базар у Чєрнорєчьє. Наступного дня літак скинув бомбу на те ж місце. Загинуло 2 жінки[6].
- 27 листопада — о 10-й ранку літаки завдали прямих попадань по 30 мікрорайону Жовтневого району міста. Загинуло від 8 до 17 людей[6].

Передмістя Соляна Балка (нині Дарбан-Хі) було повністю зруйноване ударами з повітря та артилерії.
- 29 листопада — штаб президента ЧРІ Аслана Масхадова перебазувався в Шалі за 20 кілометрів на південний схід від Грозного.

### Грудень
- 6 грудня — федеральні сили висунули ультиматум мешканцям Грозного: вийти з міста до 11 грудня або зазнати «знищення». В листівках, котрі скидувались з літаків, жителям пояснювалось: «Особи, що залишаться в місті, вважатимуться терористами і бандитами. Їх знищуватиме артилерія і авіація». В подальшому під тиском міжнародної спільноти ультиматум було скасовано[7].

Продовження ракетно-бомбових ударів по місту призвело до загибелі значного числа мирних мешканців. Російський уряд та командування неодноразово заявляли про «гуманітарні коридори» для безпечного виходу мешканців міста, продовжуючи вести вогонь по цих самих маршрутах. У міських підвалах опинилися від 10 до 50 тисяч людей, переважно літні, малозабезпечені й немічні.
- 9 грудня — взято Шалі, Грозний блоковано з півдня.

14 грудня
- ІТАР-ТАРС передало заяву міністра оборони РФ маршала Ігоря Сергеєва, «що російські військовики не планують штурму Грозного»[8].
- передові підрозділи федеральних сил безпосередньо увійшли до Грозного.
- 15 грудня — з боку Ханкали в район площі Мінутка висунулась колона в складі 15 одиниць бронетехніки.
- 24 грудня — федеральні війська довкола міста були виокремлені в «Особливий район міста Грозний» під командуванням генерал-лейтенанта Володимира Булгакова[9].

## Штурм
Взяття східного передмістя Ханкала в середині грудня 1999 року відкрило дорогу до Жовтневого району та площі Мінутка. Майже весь грудень федеральні сили захоплювали стратегічні висоти довкола Грозного. Чисельність військ, що входили до Грозного, була близько 5,5 тисяч осіб, включно з 500 лояльними чеченцями.

### Грудень
- 26 грудня — розпочато спецоперацію з пошуку і ліквідації формувань ЧРІ силами підрозділів внутрішніх військ та міліції. Бої в Старопромисловому районі. Авангарди наштовхнулись на організований опір у кварталах і відступили[9]. Артилерія та авіація завдають ударів по району, намагаючись зламати опір бойовиків просуванню федеральних військ[7].
- 27 грудня — нові атаки під вогневі точки противника.
- 28 грудня — «Вашингтон пост» процитувала російського солдата, що говорив про три невдалі спроби штурму Старопромислового району[7].

29 грудня
- у «вогняних мішках» на вулиці 9-та Лінія загинуло 40 чоловік, згоріло декілька танків та БМП 21-ї Софринської бригади[8]. Чеченські джерела повідомляли про 300 загиблих федералів[7].
- За наказом польового командира Різвана Чітігова підірвано резервуар з хлором чи аміаком[10]. Також у Старопромисловому районі бойовики підпалили залиту в траншеї нафту.

Під час зачистки Старопромислового району було розстріляно щонайменше 51 мирного мешканця.

### Січень
- 6 січня — підрозділи окупаційної армії зайняли територію залізничного вокзалу у Жовтневому районі Грозного.

- 9 січня — загін Хаттаба атакував Аргун, загін Арсаєва захопив Шалі, де з підпілля вийшли захисники Ічкерії, що залишилися в місті.Окупаційний комендант міста Беспалов запросив артилерію. Ракетою «Точка У» було здійснено удар по скупченню захисників. Загинуло 82 особи, Арсаєва було поранено[9].

- 10 січня — через загрозу оточення і розгрому внутрішніх військ в Аргуні та Шалі, в. о. президента РФ Володимир Путін оголосив про призупинення на добу наступу федеральних сил.

- 11 січня — деблокування Аргуну і Шалі, федеральні сили взяли під контроль райцентр Ведено.
- 17 січня — о 7-й ранку розпочався другий етап операції. Штурмовий загін № 1 у складі 1-го батальйону 674-го полку особливого призначення внутрішніх військ вклинився в оборону противника і розширив свою смугу в південній кінцівці Старопромислового району[8]. Штурмові загони №№ 3 і 4 (батальйони 506-го мотострілецького полку Міністерства оборони РФ) при підтримці з тилу 33-ї бригади внутрішніх військ захопили шкільний комплекс і 3 квартали житлових будівель приватного сектора[8]. Штурмовий загін № 2 (загони 21-ї Софринської бригади) потрапив під перехресний вогонь біля стадіону і був змушений відступити в дачне селище на околиці міста[8]. Штурмовий загін № 3 захопив п'ятиповерхівку і 2 двоповерхові будинки на околиці. Підрозділи 674-го полку близько 13-ї години зупинились на вулиці Коперника, де загинув генерал-лейтенант Михайло Малофеєв[8].
- 18 січня — окупаційні сили захопили міст через річку Сунжа, розрізавши загони ЧРІ на східне і західне угрупування.
- 19 січня — бої в районі площі Мінутка. Окупаційні війська захопили корпуси консервного та молочного заводів, де захисники втратили понад 200 чоловік[8].
- 20 січня — штурмовий загін № 1 заволодів територією Старопромислового району. Епіцентр боїв змістився у Заводський район Грозного і проходив неподалік від адміністративних будівель на проспекті Орджонікідзе. Внутрішні війська та ОМОН прорвались до площі Мінутка. Східну частину міста безперервно обстрілювали з РСЗА «Град» та «Ураган». На південній околиці міста йшли бої за будівлю республіканської лікарні. Російські війська захопили територію довкола консервного та молочного заводів.
- 23 січня — біля 15-го військового містечка було розгромлено основні сили полку спеціального призначення «Борз»[8].
- 26 січня — внаслідок бомбового удару авіації загинуло 50 осіб із загону А. Закаєва[8].
- Ніч з 29 на 30 січня — основні сили бойовиків: загони Ш. Басаєва, Т. Атгердієва, Х. Ісрапілова, Р. Гелаєва, А. Закаєва, Л. Дудаєва пішли на прорив шляхом Заводський район — Алхан-Кала — Гойти. Першим вийшов загін Арбі Бараєва. На мосту через Сунжу загони, що обороняли місто, потрапили під перехресний вогонь противника. Значна частина чеченських бійців потрапила на мінне поле, виходячи по трупах своїх товарищів. Загинули Хункар-паша Ісрапілов, Асламбек Ісмаїлов, Лечі Дудаєв. Були поранені Ахмед Закаєв та Шаміль Басаєв, якому вибухом міни відірвало стопу[8].
- 30 січня — найзапекліші бої йшли в Ленінському та Жовтневому районах, а також на підступах до площі Мінутка.
- 31 січня — російські війська закріпились на стратегічно важливій площі Мінутка. Під контролем федеральних військ та міліції опинились майже всі північні райони міста. Окупаційні війська вибили захисників з позицій на Гудермеській вулиці (нині Магомеда Узуєва). Мешканці передмістя Алхан-Кала залишили село, яке зайняв загін Арбі Бараєва[8].

### Лютий
- 1 лютого — штурмові загони російських військ у центрі Грозного захопили будівлю автовокзалу в Жовтневому районі. В Ленінському районі бойовики здійснили 3 невдалі спроби прорвати оточення кільце блокади і вирватись до Алхан-Кали. В селі внутрішні війська оточили залишки бойовиків, населений пункт обстрілювали гелікоптери, танки, «Град». В ніч з 1 на 2 лютого чеченці здійснили невдалу спробу вирватись. Вранці бойові дії відновились, але згодом 120 бойовиків здались[8].
- 2 лютого — підрозділи федеральних сил зайняли низку стратегічно важливих об'єктів, у тому числі площу Мінутка.
- 3 лютого — бої велися в районі консервного та нафтопереробного заводів.
- 4 лютого — бої йшли в Ленінському районі та біля Старої Сунжі.
- 4—7 лютого — російські війська піддали обстрілам та бомбардуванням авіаційними бомбами з використанням фугасів село Катар-Юрт, де отаборилися бойовики. Всі чеченські бійці були знищені. Село було зруйноване[8]. В результаті бойових дій загинуло 167 мирних жителів.
- 5 лютого — в ході зачистки в передмісті Грозного Нові Алди, було вбито 56 мирних жителів. В Чєрнорєчьє щонайменше — 5 мирних жителів. На вулиці Подольській — 5 мешканців, серед них однорічна дитина та вагітна жінка[12].
- 6 лютого — в. о. президента Російської Федерації Володимир Путін оголосив про завершення операції з взяття Грозного[13]. Президент Чеченської Республіки Ічкерія Аслан Масхадов оголосив про залишення Грозного і перехід до партизанської війни[13].

## Наслідки
В ході майже двохмісячних боїв федеральні війська взяли столицю Чечні. При відступі з Грозного чеченські формування втратили 300 бійців, проте основна їх маса змогла прорватись до гірських районів і вести майже десять років партизанську війну.
У Грозному в ході бомбардувань авіації, артилерійських обстрілів та бойових дій було зруйновано понад 50 відсотків приватного сектору, і понад 80 відсотків багатоповерхових будівель.

## Тактика боїв
Російське командування врахувало досвід попередньої чеченської кампанії, коли важка бронетехніка опинилась у пастці на міських вулицях. Були сформовані штурмові загони, тактика дій яких передбачала просування не лише по вулицях, але й по дворах, садках, будівлях. У зв'язку з цим важливе значення набували проломи в огорожах, парканах, стінах, міжповерхових перекриттях.
Техніка просувалась так званими стрибками від укриття до укриття. Штурмові групи обходили найбільш потужні оборонні споруди противника, наглухо блокували їх, змушуючи чеченців виходити на прориви, під час яких вони знищувались. Дії атакувальників на всіх етапах мала прикривати артилерія. По верхніх поверхах вівся вогонь з танків, БМП, а по нижніх — зі зброї штурмових підрозділів, включно з гранатометами та вогнеметами. Кожному командиру взводу вручили закодовану схему міста. Зв'язок забезпечувався до командира відділення включно.
Тактика захисників полягала в проникненні далеко вглиб бойових порядків федеральних сил з метою дезорганізації наступу і завдання несподіваних ударів. Основною бойовою одиницею чеченців був загін у 15—20 осіб. Захисники діяли засідковою тактикою, заманюючи і відсікаючи штурмові групи федералів.
Задля оборони й укриття від ударів авіації та артилерії чеченці використовували систему підземних комунікацій, глибокі підвали.

## Підрозділи, що брали участь у боях

### Федеральні сили — учасники штурму
- 21-ша окрема бригада оперативного призначення;
- 22-га окрема бригада оперативного призначення;
- 33-тя окрема бригада оперативного призначення;
- 7-й загін спеціального призначення внутрішніх військ «Росіч»;
- 674-й полк оперативного призначення внутрішніх військ МВС РФ;
- 205-та окрема мотострілецька бригада;
- 15-й гвардійський мотострілецький полк 3-ї мотострілецької дивізії;
- 423-й гвардійський мотострілецький полк 4-ї гвардійської танкової дивізії;
- 506-й гвардійський мотострілецький полк 27-ї гвардійської мотострілецької дивізії.

### Загони Чеченської Республіки Ічкерія — учасники оборони та контрударів
- Спецпідрозділ «Дуки» полковника Лечі Дудаєва;
- Загін бригадного генерала Асламбека Абдулхаджієва;
- Загін генерала армії Шаміля Басаєва;
- Підрозділи Південно-Східного фронту ЗС ЧРІ бригадного генерала Хункар-паші Ісрапілова;
- Підрозділи Південно-Західного фронту ЗС ЧРІ Хамзата (Руслана) Гелаєва;
- Полк спеціального призначення «Борз» бригадного генерала Саїда-Магомеда Чупалаєва;
- Загін полковника Аміра ібн-аль Хаттаба;
- Загін бригадного генерала Асланбека Арсаєва;
- Ісламський полк особливого призначення бригадного генерала Арбі Бараєва.